# Astronomia ottica
L'astronomia ottica racchiude un'ampia gamma di osservazioni con telescopi nell'ambito della luce visibile.
Comprende la fotografia di oggetti celesti; l'astrometria che misura la posizione degli stessi oggetti, la fotometria che misura l'intensità della luce; la spettroscopia che misura la distribuzione della luce rispetto alle sue lunghezze d'onda, e la polarimetria che misura lo stato di polarizzazione della luce.
Un esempio di spettroscopia è lo studio delle linee spettrali per capire che tipo di materia ha attraversato la luce.

## Sviluppo storico

Amatori astrofili nell'osservazione del cielo.

L'alba dell'astronomia è iniziata quando l'uomo ha volto lo sguardo al cielo ed ha cominciato a farsi domande quando di notte la volta celeste gli si parava davanti. Ha cominciato a distinguere gruppi di stelle caratteristiche, a formare un disegno con le congiungenti i vari punti luminosi e sono nate così le costellazioni, che altro non sono che figure mitologiche prese da vecchie storie e dalle tradizioni e trasportate in cielo come loro sede.
Prima dell'invenzione del telescopio ha fatto osservazioni e registrazioni di sciami meteorici, di comparse di comete, del girovagare dei pianeti attraverso le costellazioni, di eclissi e di fasi lunari. L'avvento del telescopio astronomico, costruito da Galileo Galilei ha fatto progredire notevolmente lo studio e la comprensione degli avvenimenti che succedevano nel cielo notturno; è emerso che la Via Lattea è costituita da innumerevoli stelle, sono stati scoperti i quattro principali satelliti di Giove, oggetto di un continuo monitoraggio, si sono osservati gli anelli di Saturno e così via.
Nel XIX secolo la lastra fotografica ha cominciato a sostituire l'occhio umano anche perché con la sua elevata sensibilità imprimeva particolari altrimenti non osservabili; la fine del XX secolo il rilevatore CCD inizia a spodestare la fotografia normale.

## Tecnica

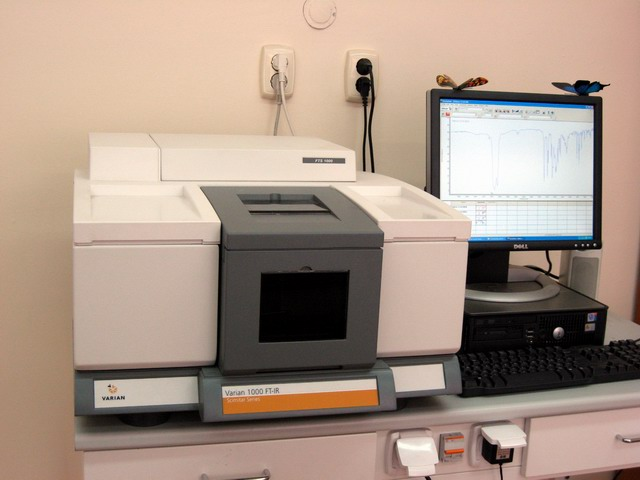
Spettrometro IR

I più grandi telescopi per scopi di ricerca sono stati quelli riflettori; attualmente il più grande ha uno specchio primario di 10,4 metri di diametro (Gran Telescopio Canarias), che ha superato quelli in dotazione al Keck Observatory in Hawaii; generalmente gli strumenti di questa portata non hanno un solo grande specchio, ma sono costituiti da segmenti di specchio di forma esagonale assemblati assieme.
Il più grande in assoluto è quello costituito da quattro specchi del diametro di 8,2 metri presso l'European Southern Observatory (ESO), che insieme compongono il Very Large Telescope (VLT). Il telescopio spaziale Hubble è un esempio di un grande telescopio ottico posizionato su un avamposto orbitale.
Nel campo scientifico, l'occhio non è più utilizzato per l'osservazione. In realtà ai telescopi di nuova generazione non vengono più montati oculari, ma strumenti che soddisfano principalmente specifiche attività d'osservazione. Si tratta principalmente di registrare immagini ed indagare nel campo della spettroscopia, altre procedure più specifiche di indagine sono la polarimetria e la interferometria. Di importanza decrescente sono quegli strumenti specializzati in ricerche fotometriche, perché la luminosità può essere misurata direttamente sulle immagini CCD.
Gli strumenti registrano immagini solamente in bianco e nero, perché il filtro con l'esatto colore può essere definito nel percorso del fascio degli strumenti ed introdotto successivamente, ed è possibile combinare singole immagini per averne una definitiva; questo viene fatto quasi esclusivamente per scopi di pubbliche relazioni. Poiché i filtri astronomici corrispondono approssimativamente alla sensibilità al colore degli occhi, i risultati sono spesso approssimativi, o completamente in falsi colori. Maggiormente gli strumenti con CCD lavorano con fotomoltiplicatori che, non possono scattare foto, ma sono più efficienti dei CCD stessi.

## Astronomia amatoriale
L'astronomia amatoriale nella maggior parte dei casi è limitata allo studio dello spettro visivo classico ed all'astrofotografia con la visione ad occhio nudo, anche se è in aumento quella effettuata con strumentazioni più o meno sofisticate, grazie ai prezzi sempre più accessibili per i dilettanti, come l'uso dei CCD. Gli astrofili oggigiorno non si limitano alle osservazioni delle immagini ma si protendono anche verso lo studio della spettroscopia nella quale operano con discreto successo.

## L'osservazione con dispositivi ottici

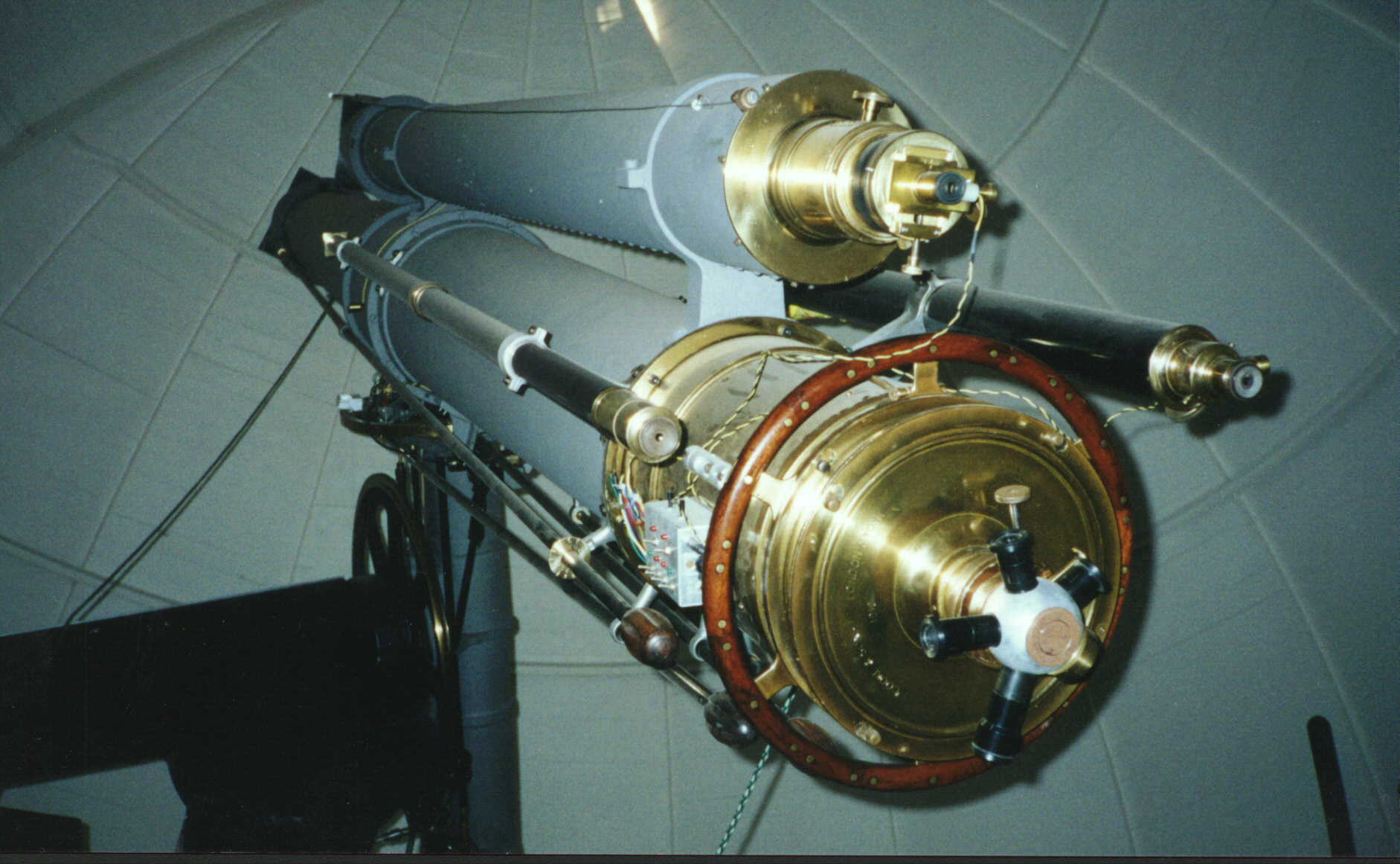
Telescopio rifrattore

Esiste una grande varietà di dispositivi ottici che consentono l'osservazione visuale del cielo notturno. Adatto per l'osservazione visuale principalmente è il binocolo a prisma ed il telescopio del tipo rifrattore o riflettore. A seconda dello scopo degli osservatori ed a ciò che si vuole osservare vengono scelti i dispositivi più idonei: ad esempio uno con piccoli ingrandimenti comporta un campo di vista più ampio, adatto per oggetti estesi come la Via Lattea, ammassi aperti, nebulose ed anche comete. Per l'osservazione planetaria sono preferiti i telescopi rifrattori dove si possono ottenere ingrandimenti più elevati dei binocoli, mentre per l'osservazione della maggior parte degli oggetti del cielo profondo occorre una grande apertura, perciò un telescopio a specchio risulta essere il più appropriato in quanto è più semplice la costruzione, a parità di grandezza, di uno specchio che una lente. L'ingrandimento è il risultato del rapporto fra la lunghezza focale dell'obbiettivo e quella dell'oculare, quindi se ne deduce che tanto maggiore è la focale dell'obbiettivo, o tanto minore è quella dell'oculare, più elevato è l'ingrandimento stesso. Nell'osservazione col binocolo è determinante la considerazione della stabilità, tanto risulta essere più grande o tanto maggiore è l'ingrandimento tanto minore è la stabilità, le cose sono inversamente proporzionali, per questo vengono utilizzati i treppiedi perché a mano libera la visione risulta stancante o mossa. Quando si effettuano osservazioni con telescopi è sempre consigliabile tenere a portata di mano un binocolo e notare il contrasto della visione attraverso un grande campo in rapporto con uno piccolo e raffrontare le immagini addentrandosi nei dettagli.

## L'osservazione astronomica con l'occhio
Per il successo e il significato di una osservazione è importante stabilire quali siano i dettagli che si vogliono vedere. Le caratteristiche di visione dipendono non solamente dalle particolarità tecniche delle apparecchiature adoperate ma anche e soprattutto dallo stato dell'atmosfera che può presentarsi con gradi di trasparenza più o meno elevati. Ci sono poi i fattori individuali che possono compromettere o no i risultati di una ricerca. In primo luogo è importante l'adeguamento dell'occhio all'oscurità per poter recuperare l'adeguata sensibilità, infatti occorre un certo periodo di tempo alle persone ad adattarsi al buio, ma sarà necessario per essere pronti a ricevere le pur deboli luminescenze di stelle e nebulosità varie. I fotorecettori dell'occhio che si attivano in una visione notturna sono i bastoncelli grazie ad un pigmento particolare chiamato rodopsina, l'adattamento dipende dalla quantità di luce a cui ci si è sottoposti prima dell'osservazione, generalmente il tempo varia da un minimo di un quarto d'ora fino ad arrivare a circa due ore, quando si avranno le massime potenzialità.  Anche il benessere personale contribuisce a far sì che le prestazioni siano ottimali.

## Mappatura di Marte da parte di Schiaparelli
Il disegno, in contrasto con l'immagine fotografica, permette all'osservatore di registrare esattamente ciò che vede con i propri occhi. L'osservatore è colui che documenta i cambiamenti nelle condizioni di osservazione e tiene traccia dei progressi dei propri studi.  Il disegno deve essere il più preciso e dettagliato possibile per avere importanza scientifica, ma nonostante questo ha perso col tempo un certo valore a favore della fotografia stessa. Sono da ricordare le particolareggiate raffigurazioni del pianeta Marte da parte dell'astronomo Giovanni Schiaparelli, l'atlante ricco di dettagli della Luna di Philipp Fauth, o Antonin Ruki e i disegni di Angelo Secchi.